# Колбинская
Колбинская — деревня в Сямженском районе Вологодской области.
Входит в состав Двиницкого сельского поселения, с точки зрения административно-территориального деления — в Двиницкий сельсовет.
Расстояние по автодороге до районного центра Сямжи — 62 км, до центра муниципального образования Самсоновской — 3 км. Ближайшие населённые пункты — Демидовская, Кононовская, Бараниха, Самсоновская, Макаровская.
Деревня Колбинская не газифицирована.

## Население
В 1871 году в Колбинской насчитывалось 18 дворов и 105 жителей (49 мужчин и 56 женщин).
По переписи 2002 года население — 29 человек (11 мужчин, 18 женщин). Всё население — русские.
| 2010 |
| ---- |
| 20   |

## История
Исторически у деревни было два названия: «Колбинская» и «Задвиничье», по именам её владельцев.
В 1927-1929 годах в Колбинской действовала третья в районе коммуна, впоследствии был организован колхоз «Луч».

## Достопримечательности
В деревне расположено здание Часовни Модеста (Медосия) Милостивого, относящееся к выявленным объектам культурного наследия Сямженского района.
Рядом с Колбинской находится памятник археологии — древнее поселение XIII века.